# John Berry (regisseur)
John Berry (The Bronx, 6 september 1917 – Parijs, 29 november 1999) was een Amerikaans filmregisseur en acteur.

## Leven en werk

### Afkomst en eerste stappen als acteur
John Berry werd als Jak Szold in The Bronx geboren als de zoon van een Pools-Joodse vader en een Roemeense moeder. Reeds als kind was hij werkzaam in het vaudeville-milieu. Tijdens zijn jeugd bokste hij een tijdje onder de naam 'Jackie Sold'. Daarna probeerde hij in zijn levensonderhoud te voorzien als acteur.

### Toneel en eerste films als regisseur
Berry kreeg een eerste belangrijke kans als acteur toen hij in 1937 door Orson Welles en John Houseman, het stichtend duo van het Mercury Theatre, werd aangeworven voor een voorstelling van Julius Caesar. Hij bleef verbonden aan het theatergezelschap en hij werd Welles' regieassistent voor Native Son (1942), een stuk naar de gelijknamige bekende roman van Richard Wright.
In 1943 vertrok Houseman naar Hollywood waar hij voor Paramount Pictures filmproducent werd. Hij trok Berry aan voor de regie van Miss Susie Slagle's (1946), een drama met Veronica Lake in de hoofdrol. Berry bleef in Hollywood en regisseerde datzelfde jaar nog From This Day Forward, een sociaal drama met Joan Fontaine, en Cross My Heart, een komedie met Betty Hutton. 
Daarna volgde de musical Casbah (1948), de muzikale remake van John Cromwells Algiers uit 1938. In 1949 waagde hij zich met succes aan een film noir met Tension.

### Slachtoffer van het Mccarthyisme
Op vraag van Edward Dmytryk, een van de Hollywood Ten die door het House Committee on Un-American Activities van communistische sympathieën werden verdacht en een tijd werden opgesloten, draaide hij in 1950 The Hollywood Ten, een korte documentaire om hen die het slachtoffer werden van de anticommunistische kruistocht te ondersteunen. 
Na het uitbrengen van die korte film werd zijn prille Amerikaanse carrière afgebroken omdat hij nu zelf op de zwarte lijst van Hollywood werd gezet. Hij verwezenlijkte nog de misdaadfilm He Ran All the Way (1951), de laatste film van John Garfield. Daarna werd hij door Elia Kazan en door Dmytryk, die alle verdenkingen van zich af wilde wenden en zijn Hollywoodcarrière wilde veiligstellen, als communist aangegeven. Wat later werd hij een tweede keer verraden, nu door filmregisseur Frank Tuttle, een ander voormalig lid van de Communistische Partij van de Verenigde Staten die eveneens zijn verleden afzwoer. Berry koos voor een vrijwillige ballingschap in Frankrijk.

### Regisseur in Frankrijk
In Frankrijk werd Berry ingehuurd om Atoll K (1951) te regisseren. Dit was de laatste komische film van Stan Laurel en Oliver Hardy. Omdat hij op de zwarte lijst stond, prijkte zijn naam niet op de credits. Alleen de Franse cineast Léo Joannon werd als regisseur vermeld.
In de jaren vijftig zette Berry zijn Franse regisseurscarrière voort. Eerst draaide hij twee gangsterfilms met de vlug populair wordende Amerikaans-Franse acteur Eddie Constantine in de hoofdrol: Ça va barder (1953) en Je suis un sentimental (1955). Daarna regisseerde hij onder meer Fernandel in de komische film Don Juan (1956) en Dorothy Dandridge en Curd Jürgens in het historisch slavernijdrama Tamango (1958).

### Na de ballingschap
In 1960 werden Exodus en Spartacus uitgebracht, twee epische en groots opgezette films waarvan het scenario was geschreven door Dalton Trumbo, een van de meer beroemde leden van de Hollywood Ten. Berry zag dat Trumbo's naam werd vermeld op de credits en keerde in de vroege jaren zestig terug naar de Verenigde Staten om episodes van televisieshows als East Side/West Side en Seaway in te blikken.
Hij bleef eveneens in Frankrijk werken. Hij ging in de jaren zeventig meerdere keren terug naar de Verenigde Staten om er nog enkele films op te nemen waarvan de tragikomedie Claudine (1974) de bekendste was. Hoofdrolspeelster Diahann Carroll hield aan haar vertolking van een ongehuwde moeder van zes kinderen die van een uitkering leeft, nominaties voor de Oscar voor beste actrice en voor de Golden Globe voor beste actrice in musical of komedie over.
Later deed Berry toneelregie in Londen en realiseerde hij nog enkele films. Hij was bezig met de montage van zijn laatste film, Boesman and Lena (2000), toen hij overleed. In dit op het gelijknamige toneelstuk van Athol Fugard gestoelde drama namen Danny Glover en Angela Bassett de hoofdrollen voor hun rekening.
Berry overleed in 1999 op 82-jarige leeftijd aan de gevolgen van pleuritis.

### Privéleven
Berry was de levenspartner van Myriam Boyer van 1975 tot aan zijn overlijden in 1999. Samen heeft het koppel een zoon, Arny Berry, schrijver en toneelregisseur. Hij had al een zoon uit een vorig huwelijk, Dennis Berry (1944-2021), die cineast en acteur was.

## Filmografie

### Regisseur
- 1945 - Tuesday in November (korte propagandafilm)
- 1946 - From This Day Forward
- 1946 - Miss Susie Slagle's
- 1946 - Cross My Heart
- 1948 - Casbah
- 1949 - Tension
- 1950 - The Hollywood Ten
- 1951 - Atoll K
- 1951 - He Ran All the Way
- 1952 - C'est arrivé à Paris (samen met Henri Lavorel)
- 1955 - Ça va barder
- 1955 - Je suis un sentimental
- 1956 - Don Juan
- 1958 - Tamango
- 1959 - Oh! Qué mambo
- 1966 - Maya
- 1968 - À tout casser
- 1974 - Claudine
- 1977 - Thieves
- 1978 - The Bad News Bears Go to Japan
- 1985 - Le Voyage à Paimpol
- 1988 - Il y a maldonne
- 1991 - A Captive in the land
- 2000 - Boesman and Lena

### Acteur
- 1938 - Too Much Johnson (Orson Welles)
- 1943 - Seeds of Freedom (Hans Burger)
- 1944 - Double Indemnity (Billy Wilder)
- 1956 - Mi tio jacinto (Ladislao Vajda)
- 1976 - F… comme Fairbanks (Maurice Dugowson)
- 1985 - Round Midnight (Bertrand Tavernier)
- 1985 - Cinématon #666  (Gérard Courant)
- 1986 - Voyage à Laon, Portrait de groupe #24 (Gérard Courant)
- 1986 - Golden Eighties (Chantal Akerman)
- 1987 - Un homme amoureux (Diane Kurys)
- 1988 - Blancs cassés (Philippe Venault)
- 2000 - Elle et lui au 14ème étage (Sophie Blondy)

- Bibsys: 8029312
- Biblioteca Nacional de España: XX1266497
- Bibliothèque nationale de France: cb139301617 (data)
- Gemeinsame Normdatei: 1018192786
- International Standard Name Identifier: 0000 0001 2136 7133
- Library of Congress Control Number: no95045087
- Nationale Bibliotheek van Israël: 987007457288505171
- Nederlandse Thesaurus van Auteursnamen: 239297385
- SNAC: w6207x42
- Système universitaire de documentation: 103626816
- Trove: 1530275
- Virtual International Authority File: 64194502
- WorldCat: E39PBJtmBgp67FcB6MbYPk6Yfq